# Международный конкурс фотожурналистики имени Андрея Стенина
Международный конкурс фотожурналистики имени Андрея Стенина — ежегодный конкурс для молодых фоторепортеров от 18 до 33 лет включительно. Учрежден 22 декабря 2014 года МИА «Россия сегодня» под эгидой Комиссии РФ по делам ЮНЕСКО . Конкурс носит имя Андрея Стенина, специального фотокорреспондента агентства, погибшего при исполнении профессионального долга на юго-востоке Украины 6 августа 2014 года. Журналисту было 33 года.
Цель конкурса — поддержать молодых фотографов и привлечь общественное внимание к задачам современной фотожурналистики. Это единственная в России площадка, поддерживающая молодых фотографов, открывая их имена миру.
В 2017 году на конкурс, который проходит третий год подряд, было прислано порядка 5000 работ из рекордного числа стран — 76. Творческое турне работ победителей по странам мира стало уже неотъемлемой частью конкурса. В 2015 и 2016 годах выставку победителей конкурса имени Стенина увидели в Кейптауне, Стамбуле, Тель-Авиве, Каире, Берлине, Шанхае, Будапеште, Риме и других городах. Конкурс имения Андрея Стенина не только открывает для зрителей разных стран новые имена в фотографии, он предоставляет возможность лучшим фотожурналистам мира обрести новую аудиторию и получить обратную связь с ней. За новостями конкурса следят, его выставок ждут. Выставочное турне 2017 года включило площадки в Афинах, Мадриде, Стамбуле, Шанхае, Варшаве, Мехико, Йоханнесбурге, Кейптауне, Бейруте, Будапеште.
Прием заявок стартует ежегодно 22 декабря в день рождения Андрея Стенина.

## Основные критерии и номинации
Участниками конкурса могут стать фоторепортеры в возрасте от 18 до 33 лет. В каждой номинации выбирается 1, 2, 3 место за одиночную Фотографию и 1, 2, 3 место за фотографическую серию. Кроме того, отдельные работы могут быть отмечены специальными отметками жюри. Один из участников шорт-листа получает Гран-При конкурса. Обладатель Гран-При называется на официальной церемонии награждения победителей и призеров. В 2018 году в качестве основных номинаций объявлены:

### Главные новости
Главную тему работ в этой номинации составляют важные события в жизни — отдельных людей и стран в целом: ведущие политические и общественные события; сюжеты из зон военных действий и с мест природных катастроф; решающие мгновения в жизни людей.

### Спорт
В данной номинации принимают участие работы, запечатлевшие мгновения спортивной жизни: победные взлеты спортсменов и драматизм спортивных поражений; каждодневные спортивные тренировки; красоту спортивных соревнований.

### Моя планета
Направление этой номинации открыто для работ, отражающих всю многоцветную палитру тем и образов со всех континентов земного шара. Задача автора — показать каждодневный жизненный калейдоскоп в его непреходящей гармонии и красоте, объединивший сюжеты из повседневной жизни людей; ритм мегаполисов и провинциальных городов; картины природы; этнографические и религиозные праздники.

### Портрет. Герой нашего времени
Критерии данной номинации — индивидуальные или групповые портреты людей. Фотографии могут быть как документальными, так и постановочными. Определяющим в данной номинации является умение автора раскрыть внутренний мир своих героев, выразить их душевные качества и характер через своеобразие внешности и облика в целом.

## Жюри
В состав жюри конкурса входят всемирно признанные мэтры фотографии, известные своей способностью по-разному смотреть на мир.

### Состав жюри 2015 года
- Андрей Поликанов, директор фотослужбы журнала «Русский репортер»
- Григорий Дукор, шеф-редактор фотослужбы агентства Reuters в России и странах СНГ
- Наталья Ударцева, российский журналист, фоторедактор, член Союза фотохудожников России
- Владимир Вяткин, российский фотограф, академик Международной Гильдии фотографов СМИ, шестикратный лауреат и трижды член международного жюри World Press Photo
- Аттила Ду́рак (Attila Durak), турецкий фотограф. Соучредитель и куратор фестиваля Fotoİstanbul
- Тимоти Фадек (Timothy Fadek), американский фотожурналист
- Джейсон Эскенази (Jason Eskenazi), американский фотограф.

### Состав жюри 2016 года
- Рут Айххорн, фоторедактор журнала GEO (Германия)
- Дениc Пэкуин, заместитель директора фотослужбы агентства Ассошиэйтед Пресс (Associated Press) (США)
- Чжэн Вэй, заместитель директора департамента фотоинформации новостного агентства «Синьхуа» (Китай)
- Юрий Козырев, российский фотожурналист, многократный победитель World Press Photo
- Ирина Чмырева, российский искусствовед, старший научный сотрудник Института теории и истории искусства Российской академии художеств (РАХ) (Россия)
- Ксения Никольская, российский фотограф, член Союза художников России (Россия)
- Альдо Мендичи, итальянский фотограф, организатор образовательных курсов и семинаров
- Валерий Мельников, специальный фотокорреспондент МИА «Россия сегодня», многократный лауреат международных конкурсов.

### Состав жюри 2017 года
- Андреас Трамп, фотодиректор журнала «Штерн» (Германия)
- Йан Лэндсберг, фоторедактор медиагруппы Independent Media (ЮАР)
- Арианна Ринальдо, художественный директор международного фестиваля Cortona On The Move (Италия)
- Наталья Григорьева-Литвинская, главный куратор и основатель Центра фотографии им. братьев Люмьер (Россия)
- Владимир Песня, фотокорреспондент МИА «Россия сегодня», лауреат престижнейшего фотоконкурса мира World Press Photo (Россия)
- Чэнь Цивэй, президент газеты Xinmin Evening News и руководитель газет и цифровых СМИ Объединенной Шанхайской медиагруппы (Китай)
- Варвара Гладкая, фоторедактор, преподаватель фотографии Школы Визуальных Искусств (Россия).

### Состав жюри 2018 года
- Анна Зекрия, основатель и директор независимого российского фотоагентства SALT IMAGES (Россия)
- Младен Антонов, специальный корреспондент агентства Франс Пресс (AFP) в Москве (Франция)
- Хорхе Арсига Авила, заместитель директора фотослужбы информационного агентства Notimex (Мексика)
- Павел Кассин, директор Фотослужбы ИД «Коммерсантъ» (Россия)
- Ахмет Сел, фотограф, руководитель отдела фото- и видео-новостей агентства Анадолу (Турция).

### Состав жюри 2022 года
- Денис Пакин, заместитель директора фотослужбы агентства "Ассошиэйтед Пресс" (США)
- Младен Антонов, фотодиректор "Агентства Франс Пресс" (AFP) в азиатско-тихоокеанском регионе (Гонконг)
- Петер Битцер, член расширенного совета Немецкого фотографического общества (Германия)
- Григорий Дукор, глава редакции фотоинформации агентства ТАСС (Россия)
- Ксения Никольская, российско-шведский фотограф, профессор фотографии (Немецкий университет в Каире)
- Анна Зекрия, основатель и директор независимого фотоагентства SALT IMAGES (Россия).

## Победители
Гран-при конкурса в 2015 году получила Елена Аносова (Россия) за серию фото «Отделение», о женщинах в тюрьме.
Гран-при конкурса 2016 года получил Данило Гарсиа Ди Мео (Италия) за серию фото о парализованной девушке «Летиция. История невидимой жизни».
Гран-при конкурса в 2017 году получил Алехандро Мартинес Велес (Испания) за серию фото «Беженцы в Белграде» .

## Интересное
Победитель Гран-При конкурса 2015 года Елена Аносова в 2017 году стала лауреатом самого известного конкурса фотожурналистики в мире — World Press Photo.
Золотой лауреат конкурсов 2015 – 2017 гг. в номинации «Спорт» Алексей Филиппов победил в международном конкурсе новостных и спортивных фотографий — Istanbul Photo Awards.
Гран-при конкурса 2016 получил итальянский фотограф Данило Гарсиа Ди Мео за серию фото о парализованной девушке Летиции. Фотоистория покорила жюри, и в результате, героиня фотосерии совершила первое в своей жизни международное путешествие в Россию, где смогла рассказать свою историю лично и вдохновить многих, чья жизнь похожа на ее.
Победитель 2016 года в номинации «Спорт» Владимир Астапкович занял первое место в ежегодном международном фотоконкурсе International Photography Awards (IPA).